# هانس كريستيان
هانس كريستيان (بالإنجليزية: Hans Christian)‏ هو عازف تشيلو أمريكي، ولد في 20 مايو 1960 في هانوفر في ألمانيا.

## وصلات خارجية
- هانس كريستيان على موقع ميوزك برينز (الإنجليزية)
- هانس كريستيان على موقع أول ميوزيك (الإنجليزية)
- هانس كريستيان على موقع ديسكوغز (الإنجليزية)